# Chionaema geminipuncta
Chionaema geminipuncta là một loài bướm đêm thuộc phân họ Arctiinae, họ Erebidae.